# Boris Sidniew
Boris Arsienjewicz Sidniew (ros. Борис Арсеньевич Сиднев, ur. 11 marca?/24 marca 1911 w Symbirsku (obecnie Uljanowsk), zm. 6 czerwca 1994 w Odessie) – radziecki wojskowy, generał pułkownik lotnictwa, Bohater Związku Radzieckiego (1945).

## Życiorys
Skończył 8 klas szkoły i technikum zawodowe, pracował jako tokarz w fabryce w Penzie, w 1929 ukończył szkołę pilotów lotnictwa cywilnego w Penzie. Od stycznia 1930 służył w Armii Czerwonej, w 1932 ukończył wojskową szkołę lotniczą w Odessie, a w 1933 kursy doskonalenia kadry dowódczej przy wojskowej szkole lotników morskich w Jejsku. Jako lotnik, dowódca załogi i dowódca eskadry służył w Ukraińskim i Kijowskim Okręgu Wojskowym, 1938-1939 był lotnikiem-inspektorem ds. techniki pilotażu Zarządu Sił Powietrznych Kijowskiego Okręgu Wojskowego. Brał udział w wojnie z Finlandią 1939-1940, w 1940 ukończył wyższe kursy lotnicze w Lipiecku i został dowódcą 38 pułku lotnictwa myśliwskiego w Nadbałtyckim Okręgu Wojskowym. Od czerwca 1941 uczestniczył w wojnie z Niemcami jako dowódca 38 pułku lotnictwa myśliwskiego, od września do grudnia 1941 dowódca 6 Mieszanej Dywizji Lotniczej, od grudnia 1941 do czerwca 1942 dowódca Sił Powietrznych 28 Armii, od lipca 1942 do maja 1944 dowódca 268 (od marca 1943: 6 Gwardyjskiej) Dywizji Lotnictwa Myśliwskiego, a od lipca 1944 do maja 1945 dowódca 13 Korpusu Lotnictwa Myśliwskiego. Walczył na Froncie Północno-Zachodnim, Południowo-Zachodnim, Stalingradzkim, Południowym, 4 Ukraińskim i 1 Białoruskim. Dowodzone przez niego jednostki brały udział m.in. w walkach o Charków, operacji woronesko-woroszyłowgradzkiej, bitwie pod Stalingradem, wyzwalaniu Donbasu, Melitopola, południowej części Lewobrzeżnej Ukrainy i Krymu, wyzwalaniu Białorusi i Polski, operacji pomorskiej i berlińskiej. Wykonał 140 lotów bojowych samolotami I-16, Jak-1, Jak-9 i Jak-3, stoczył 31 walk powietrznych, w których strącił osobiście 4 i w grupie 4 samoloty wroga.
Po wojnie do marca 1946 w stopniu generała majora lotnictwa dowodził korpusem, w 1948 ukończył Wojskową Akademię Sztabu Generalnego, od lutego do grudnia 1948 był zastępcą dowódcy Sił Powietrznych Moskiewskiego Okręgu Wojskowego, a od grudnia 1948 do czerwca 1949 pomocnikiem dowódcy 14 Armii Powietrznej w Karpackim Okręgu Wojskowym. Od czerwca 1949 do maca 1952 był pomocnikiem dowódcy 24 Armii Powietrznej w Grupie Wojsk Radzieckich w Niemczech, od marca 1952 do kwietnia 1961 dowodził 48 Armią Powietrzną w Odeskim Okręgu Wojskowym, w 1960 otrzymał stopień generała pułkownika lotnictwa, w kwietniu 1961 został zwolniony ze służby. Był członkiem KC Komunistycznej Partii Mołdawii, 1955-1959 pełnił mandat deputowanego do Rady Najwyższej Mołdawskiej SRR 4 kadencji. Był również deputowanym do Rady Najwyższej Ukraińskiej SRR 5 kadencji (1959-1963).

## Odznaczenia
- Złota Gwiazda Bohatera Związku Radzieckiego (29 maja 1945)
- Order Lenina (dwukrotnie, 28 listopada 1941 i 29 maja 1945)
- Order Czerwonego Sztandaru (dwukrotnie, 5 listopada 1942 i 1951)
- Order Suworowa II klasy (dwukrotnie, 17 września 1943 i 6 kwietnia 1945)
- Order Wojny Ojczyźnianej I klasy (11 marca 1985)
- Order Czerwonej Gwiazdy (1945)
- Medal „Za zasługi bojowe” (3 listopada 1944)
- Medal „Za zwycięstwo nad Niemcami w Wielkiej Wojnie Ojczyźnianej 1941–1945”
- Medal „Za obronę Stalingradu”
- Medal „Za obronę Leningradu”
- Medal „Za wyzwolenie Warszawy”
- Medal „Za zdobycie Berlina”
- Medal „Weteran Sił Zbrojnych ZSRR”

I odznaczenia zagraniczne.